# 迈森海姆
迈森海姆（德語：Meißenheim，發音：[ˈmaɪsn̩haɪm]）是德国巴登-符腾堡州弗赖堡行政区奥尔特瑙县的市镇，面积21.33平方千米，2023年12月31日人口为4,096人。